# Левицкий, Лев Семёнович
 Лев Семёнович Левицкий  (1772, Российская империя — 4 января 1807, Казанская губерния, Российская империя) — российский философ, педагог; с 1799 года — преподaватель логики и нравоучения в Кaзанской гимназии, a с 1805 г. — aдъюнкт умозрительной и практической философии Кaзанского университетa.

## Биография
Родился в 1772 году, из духовного звания. Воспитывался в Рязанской духовной семинарии, а затем с 1790 года в Московской университетской гимназии для разночинцев, из которой в 1791 году он переведен в Московский университет студентом.
19 января 1799 года назначен в Казанскую гимназию учителем логики и правоучения. 23 января 1805 года назначен во вновь открывшийся Казанский университет адъюнктом умозрительной и практической философии.
Скончался 24 января 1807 года от водянки.

## Воспоминания современников
Совет гимназии предложил главному надзирателю (он же был инспектором) Николаю Ивановичу Камашеву проэкзаменовать меня, а доктору Бенису освидетельствовать в медицинском отношении. Камашев находился в отпуску; должность главного надзирателя исправлял надзиратель «благонравной» комнаты Василий Петрович Упадышевский, а должность инспектора классов — старший учитель российской словесности Лев Семеныч Левицкий. Оба были добрые и ласковые люди, а Упадышевский впоследствии сделался истинным ангелом хранителем моим и моей матери; я не знаю, что было бы с нами без этого благодетельного старика. Поехав подавать просьбу директору, отец взял меня с собою, и директор приласкал меня. Левицкий был нездоров и не мог приехать в совет гимназии, и потому отец повез меня к нему на квартиру. Лев Семеныч был любезный, веселый, краснощекий толстяк уже с порядочным брюшком, несмотря на свою молодость. Он очаровал своим приемом обоих нас: начал с того, что разласкал и расцеловал меня, дал мне читать прозу Карамзина и стихи Дмитриева — и пришёл в восхищение, находя, что я читаю с чувством и пониманием; заставил меня что-то написать — и опять пришёл в восхищение; в четырёх правилах арифметики я также отличился; но Левицкий, как настоящий словесник, тут же отозвался о математике с пренебрежением. По окончании экзамена он принялся меня хвалить беспощадно; удивлялся, что мальчик моих лет, живя в деревне, мог быть так хорошо приготовлен. «Да кто же был его учителем в каллиграфии? — добродушно смеясь, спросил Лев Семеныч у моего отца, — ваш собственный почерк не очень красив?» Отец мой, обрадованный и растроганный почти до слез похвалами своему сыну, простодушно отвечал, что я достиг до всего своими трудами под руководством матери, с которою был почти неразлучен, и что он только выучил меня арифметике. Он прибавил к этому, что моя мать жила всегда в губернском городе, что мы недавно переехали в деревню, что она дочь бывшего значительного чиновника и большая охотница до книг и до стихов. «А, теперь я понимаю, — воскликнул Левицкий, — отчего печать благонравия и даже изящества лежит на вашем милом сыне — это плод женского воспитания, плод трудов образованной матери». Мы уехали, очарованные им. Доктор Бенис, который имел прекрасный дом на Лядской улице, принял нас очень учтиво и без всякого затруднения дал свидетельство о моем здоровье и крепком телосложении. Воротясь домой, я заметил, что мать моя много плакала, хотя глаза её были такого свойства, что слезы не мутили их ясности и никакого следа не оставляли. Отец мой с жаром рассказал все случившееся с нами. Мать устремила на меня взгляд, выражения которого я не забуду, если проживу ещё сто лет. Она обняла меня и сказала: «Ты мое счастье, ты моя гордость». Чего мне было больше? И я по-своему был счастлив, горд и бодр.